# スピーダー
スピーダー（英: Speeder）は、かつて大分県大分市の大分港（西大分港）、別府市の別府港（別府国際観光港）と愛媛県伊予市の伊予港との間を結んでいたダイヤモンドフェリーの高速船である。

## 概要
オーストラリアの高速船メーカーであるオースタルで建造されたウォータージェット推進の高速船で、1995年7月7日に就航した。片道料金はエコノミーシート4,800円、ファーストシート6,800円であったが、台風や冬場の荒天による欠航が多く利用客が伸び悩み、年間15万人の利用客数を見込んでいたが、1996年度は11万人、1997年度は10万人程度と低迷、1998年3月26日に航路休止となった。

### 航路
- 大分港 - 別府港 - 伊予港

大分 - 伊予間の約120kmを約1時間45分で結んだ。就航当初は1日3往復、1997年12月以降は2往復を運航した。1997年7月18日より別府港への寄港を開始した。

## 設計
船体は2層構造で上層が操舵室およびファーストシート33名、下層がエコノミーシート298名の2クラス制となっている。水線下のフィンとフラップを電子制御して船体の動揺を抑えるライド・コントロール・システムを備える。